# Український радіоінтерферометр Академії Наук - 2
49°37′49″ пн. ш. 34°49′29″ сх. д. / 49.630203° пн. ш. 34.824619° сх. д.
Український радіоінтерферометр Академії Наук — 2 (УРАН-2) — декаметровий радіотелескоп, один із складників системи наддовгобазової радіоінтерферометрії Національної академії наук України. Побудований та введений у дію 1992 року.
Знаходиться за 21 км від Полтави, в селі Степанівка Полтавського району, та належить Полтавській гравіметричній обсерваторії Інституту геофізики ім. С. І. Суботіна Національної академії наук України.
Радіотелескоп УРАН-2 є другим у світі за чутливістю декаметровим інструментом. На ньому, спільно з Радіоастрономічним та Фізико-механічним інститутами НАН України досліджується тонка кутова просторова структура та спектри космічних радіоджерел, радіовипромінювання Сонця та Юпітера.
Спектральні та поляризаційні дослідження пульсарів, виконані на радіотелескопі УРАН-2, дали змогу розробити методику спільних одночасних спостережень на українських (УТР-2, УРАН-2) та індійському (GEETEE) радіотелескопах у декаметровому діапазоні довжин хвиль.
Результати експериментів можуть бути використані при створенні системи LOFAR (Low Frequency Array(англ.)).
При інтерферометричних спостереженнях галактичних та позагалактичних радіоджерел одержані унікальні дані про їх тонку просторову структуру, які свідчать про суттєві відмінності будови цих джерел на декаметрових хвилях порівняно з їх зображеннями на більш коротких хвилях, що дало змогу вивчити механізми поглинання радіовипромінювання.
Моніторинг радіовипромінювання Сонця, який вперше в Україні розпочато на радіотелескопі УРАН-2 у 2005 році, відкриває широкі можливості застосування результатів цих спостережень у програмі «Космічна погода».

## Див.також
- Українські радіоінтерферометри Академії Наук
- УТР-2
- Гігантський український радіотелескоп
- Радіоінтерферометр
- Перелік наукових об'єктів, що становлять національне надбання